# Borek Skórzyński
Borek Skórzyński (kaszb. Bòrk, niem. Boyrk) – część wsi Skórzyno w Polsce położona w województwie pomorskim, w powiecie słupskim, w gminie Główczyce.
Wieś wchodzi w skład sołectwa Skórzyno.
W latach 1975–1998 miejscowość administracyjnie należała do województwa słupskiego.

## Nazwa
Nazwa miejscowości, wzmiankowana pierwotnie w formie Boyrk w 1744, ma pochodzenie słowiańskie i charakter topograficzny. Jest wyprowadzona z pomorskiej nazwy pospolitej *bork „borek, lasek”. Niemiecka nazwa Boyrk jest adaptacją fonetyczną pierwotnej nazwy słowiańskiej. W urzędowej nazwie polskiej dodano wyróżnik skórzyński dla odróżenienia od innych miejscowości o nazwie z członem borek.
Rada Języka Kaszubskiego proponuje kaszubską formę nazwy Bórk Skórzińsczi.